# Ro-109
Ro-109 — підводний човен Імперського флоту Японії, який брав участь у Другій світовій війні.
Ro-109 спорудили на верфі компанії Kawasaki в Кобе. У серпні 1943-го по завершенні тренувань корабель включили до 7-ї ескадри підводних човнів, яка вела бойові дії в Океанії.
14—24 серпня 1943-го Ro-109 здійснив перехід з Сасебо до Рабаула (головна японська передова база в архіпелазі Бісмарка, з якої провадились операції на Соломонових островах та сході Нової Гвінеї), а з 9 вересня по 2 жовтня здійснив безрезультатний похід на схід Соломонових островів.
Тим часом складна логістична ситуація змушувала японців використовувати підводні човни для постачання блокованих гарнізонів. 13 жовтня 1943-го Ro-109 вирушив у транспортний рейс до новогвінейського Сіа (північне узбережжя півострова Хуон), де розвантажився 14 жовтня. Після цього човен пройшов у район Лае (південніше від півострова Хуон), де певний час здійснював бойове патрулювання. 19 жовтня Ro-109 був безрезультатно атакований глибинними бомбами американських есмінців і своєю чергою здійснив невдалий торпедний залп. 31 жовтня човен повернувся в Рабаул.
З 8 по 24 листопада та з 3 по 9 грудня 1943-го Ro-109 здійснив два безуспішні виходи до острова Бугенвіль (західні Соломонові острови), на якому на початку листопада висадились союзники. Після цього човен провів три транспортні рейси до Буїна на південному завершенні Бугенвіля — з 13 по 19 грудня, з 23 по 30 грудня 1943-го та з 24 по 28 січня 1944-го.
З 7 по 11 лютого 1944-го Ro-109 провів ще один транспортний рейс до Сіа, а 20 лютого — 11 березня пройшов до Сасебо, де став на ремонт.
13—20 квітня 1944-го човен перейшов із Сасебо на Сайпан (Маріанські острови), а з 22 квітня по 8 травня виходив звідси для бойового патрулювання між Новою Гвінеєю та атолом Вулеаї (західні Каролінські острови).
16 травня 1944-го Ro-109 вирушив у похід у межах створення завіси підводних човнів між атолом Трук та островами Адміралтейства на можливому шляху ворожого руху до Палау (раніше важливий транспортний хаб на заході Каролінських островів, який тепер входив до головного захисного поясу імперії). Наступної доби американська розвідка перехопила й розшифрувала повідомлення про створення зазначеної завіси, після чого для полювання на японські підводні човни з Гуадалканалу вийшли три ескортні есмінці. Їм вдалось потопити більшість субмарин зі складу завіси, проте Ro-109 вцілів і 5 червня прибув на Трук у центральній частині Каролінських островів (тут ще до війни створили головну базу японського ВМФ у Океанії, проте в лютому 1944-го вона була розгромлена унаслідок потужного рейду авіаносного з'єднання і тепер перебувала у блокаді та використовувалась передусім підводними човнами). З 12 по 28 червня Ro-109 виходив для бойового патрулювання в районі Труку.
16 липня 1944-го човен знову прибув до Сасебо для ремонту, по завершенні якого був на певний час переданий ескадрі підводних човнів Куре для використання як навчальний корабель.
25 жовтня 1944-го Ro-109 ви
йшов на бойове патрулювання біля східного узбережжя філіппінського острова Лусон. 3 листопада з Ro-109 помітили іншу субмарину, проте остання занурилась до того, як японський корабель зайняв позицію для атаки. 19 листопада Ro-109 завершив похід у Сасебо, де знову став на ремонт.
З 18 грудня 1944 по 12 січня 1945 човен виходив з Сасебо для бойового патрулювання у Філіппінському морі між Тайванем та Лусоном. Хоча Ro-109 двічі встановлював сонарний контакт з ворожими кораблями, проте так і не зміг вийти в атаку.
3 лютого 1945-го Ro-109 вирушив із Сасебо для дій у Східнокитайському морі західніше від острова Лусон. 17 лютого човен здійснив безуспішну атаку по ворожих кораблях, 2 березня завершив похід у Куре, а потім пройшов до Сасебо для чергового ремонту.
12 квітня 1945-го Ro-109 вийшов з Сасебо для бойового патрулювання південніше від Окінави, на яку вже висадились війська союзників. 25 квітня в районі за п'ять сотень кілометрів на південний схід від Окінави швидкісний транспорт «Горіс Басс» (споруджений на основі проєкту ескортного есмінця) зі складу конвою, що прямував з Гуаму, встановив сонарний контакт із ціллю. Він провів кілька атак глибинними бомбами, після останньої з яких на поверхню спливли уламки та нафтові плями. Ймовірно, саме цей бій став останнім для Ro-109, який загинув разом з усіма 65 членами екіпажу.